# Некрасівська сільрада (Курська область)
Некрасівська сільська рада (рос. Некрасовский сельсовет) — муніципальне утворення зі статусом сільського поселення у Рильському районі Курської області Росії.
Адміністративний центр — село Некрасове.

## Географія
Село знаходиться на правому березі Сейму, за 108 км на захід від Курська, на 5 км південніше районного центру — міста Рильська та за 5,5 км від центру сільради — Некрасове.
Клімат
Поповка, як і весь район, розташована в поясі помірно-континентального клімату з теплим літом і відносно теплою зимою (Dfb в класифікації Кеппена).

## Історія
Статус та межі сільської ради встановлено Законом Курської області від 21 жовтня 2004 року № 48-ЗКО «Про муніципальні утворення Курської області».
Законом Курської області від 26 квітня 2010 року за № 26-ЗКО до складу сільської ради включено населені пункти скасованих Артюшківської та Большенізовцевської сільрад.

## Населення
| Чисельність населення | Чисельність населення | Чисельність населення | Чисельність населення | Чисельність населення | Чисельність населення | Чисельність населення |
| 2002                  | 2010                  | 2012                  | 2013                  | 2014                  | 2015                  | 2016                  |
| --------------------- | --------------------- | --------------------- | --------------------- | --------------------- | --------------------- | --------------------- |
| 1071                  | ↗1392                 | ↘1287                 | ↘1204                 | ↘1195                 | ↘1146                 | ↘1115                 |
| 2017                  | 2018                  | 2019                  | 2020                  | 2021                  |                       |                       |
| ↘1091                 | ↘1050                 | ↘1048                 | ↘1025                 | ↘984                  |                       |                       |

## Склад сільського поселення
| №  | Населений пункт | Тип населеного пункту            | Населення |
| -- | --------------- | -------------------------------- | --------- |
| 1  | Арсенів         | хутір                            | ↗1        |
| 2  | Артюшково       | село                             | ↘81       |
| 3  | Большенізовцеве | село                             | ↘200      |
| 4  | Волобуєве       | село                             | ↘29       |
| 5  | Ішутіно         | слобідка                         | ↘85       |
| 6  | Луговка         | слобідка                         | ↘3        |
| 7  | Малонизовцево   | слобідка                         | ↘53       |
| 8  | Моршнево        | слобідка                         | ↘2        |
| 9  | Некрасове       | слобідка, адміністративний центр | ↘239      |
| 10 | Поповка         | слобідка                         | ↘8        |
| 11 | Романове        | слобідка                         | ↘35       |
| 12 | Семенове        | слобідка                         | ↘321      |
| 13 | Слободка        | слобідка                         | ↘49       |
| 14 | Суха            | слобідка                         | ↘245      |
| 15 | Тимохіно        | слобідка                         | ↘22       |
| 16 | Шапошнікове     | слобідка                         | ↘19       |